# Dura (Hebron)
Dura (Arabisch: دورا) is een Palestijnse stad in het gouvernement Hebron. Dura telt ongeveer 30.000 inwoners.